# 壮丁
壮丁，年輕力壯的男子，亦稱為「丁壯」。坊間有以「小壯丁」一詞來稱呼「小男孩」。
“壮丁”一词在中國大陆往往特指中華民國大陆时期参军入伍的青壮年男子，但在台灣沒有這種特殊含意。历史上曾发生国民党地方政府和军队强征壮丁的现象，称为“抓壮丁”。淞滬戰役後，國軍精銳力量大量減員，基本上消失殆盡，急需補充兵員。所徵來的新兵，根本沒有被當作人看待，受到虐待，导致壮丁大量逃脱兵役或死亡，即使下了部隊，“糧餉待遇既微，致士兵恒苦營養不良，骨瘦如柴。醫生、藥品均極缺乏”。馮玉祥曾抱怨：“壯丁之徵調，沒一點準則……亂拉、亂抓、亂賣。”對此蔣介石特電各戰區總司令，要求：“嚴禁所部在戰區內招兵拉夫，一經查明，必以其直接上官違令是問。”但隨著戰爭的深入，兵員征補困難，軍隊強拉壯丁仍無法杜絕。逃跑更是民眾對抓壯丁的抵抗，壯丁逃跑是抗戰時期徵兵的一大難題。还有地方乡、保长將士兵的安家费、壮丁费的方式中饱私囊。军法执行总监何成濬说，“抗战以来，成绩最不良者为役政。”面对困境，蒋介石曾经下令枪决當時主管徵兵的兵役署长程泽润，但仍未能改变当时的徵兵乱象。自1939年实行新兵役法起，到1943年5月止，全国所徵壮丁将近1200万人。據1945年1月統計，全國兵員編制為324萬人，但缺額為69萬人。這還不包括虛報偷吃空額的成分。可見，抗戰後期國民政府部隊腐化程度已無可復加。四川方言话剧《抓壮丁》就是以讽刺的角度反映了抗日戰爭期间发生在四川农村的事例。